# Rok Franka W.
Rok Franka W. – polski pełnometrażowy film dokumentalny z 1967 roku w reżyserii i według scenariusza Kazimierza Karabasza.

## Treść
Film ukazuje rok z życia dwudziestoletniego chłopaka z małej wioski, Franciszka Wróbla, który emigruje do wielkoprzemysłowego Śląska, by wstąpić do Ochotniczego Hufca Pracy. Na film składają się cztery części odpowiadające czterem porom roku. W części jesiennej bohater opowiada o problemach z dostosowaniem do nowych warunków życiowych oraz trudnościach w komunikacji z rówieśnikami. Zimą zawiera pierwsze przyjaźnie. Wiosną coraz pewniejszy siebie bohater zmienia pracę, konstruktywnie wykorzystuje czas wolny oraz spotyka się z różnymi dziewczynami. Latem odnosi szereg sukcesów – kupuje garnitur, zdaje egzamin na prawo jazdy, składa przysięgę wojskową. 

## Produkcja
Reżyser filmu, Kazimierz Karabasz, zastosował po raz pierwszy w dokumentalnym kinie polskim narrację całościowo opowiadaną z punktu widzenia jednej osoby. Mimo nieprzychylnych opinii kierownika artystycznego Wytwórni Filmów Dokumentalnych, Jerzego Bossaka, Karabasz poświęcił Wróblowi materiał, z którego zmontował film pełnometrażowy. Realizator przygotował starannie scenariusz, który zawierał najważniejsze wydarzenia z życia typowego junaka. Metoda, jaką zastosował Karabasz, oparta była na wnikliwej i bezstronnej obserwacji losów bohatera; jedyny komentarz odautorski stanowiły listy odczytywane przez samego Wróbla.  

## Odbiór
Po premierze Rok Franka W. był uznawany za odkrycie roku; odniósł też sukces festiwalowy, zdobywając Grand Prix „Złoty Lajkonik” na Krakowskim Festiwalu Filmowym oraz nagrodę na Międzynarodowym Festiwalu Filmów Krótkometrażowych w Oberhausen. Jednakże moment premiery filmu przypadł niefortunnie na okres protestów studenckich z marca 1968 roku; kiedy w kwietniu 1968 roku film wszedł na ekrany, obiektywizm autora „brzmiał jak polityczny unik; Ochotnicze Hufce Pracy zaczęły się kojarzyć z wymierzonymi w studentów represjami” (Tadeusz Lubelski).